# Бланка д’Артуа
Бланка д’Артуа (фр. Blanche d'Artois; 1248 — 2 мая 1302) — графиня Шампани и Бри и королева Наварры, регентша во время несовершеннолетия своей дочери королевы Иоанны I Наваррской.

## Происхождение
Была дочерью Робера д’Артуа и Матильды Брабантской (1224—1288). Приходилась (по отцовской линии) внучкой французскому королю Людовику VIII и племянницей Людовику IX, а по материнской — внучкой брабантскому герцогу Генриху II и Марии Гогенштауфен, дочери Филиппа Швабского.

## Первый брак
В 1269 году вышла замуж за графа Шампани и Бри Генриха III, который в 1270 году стал также королём Наварры под именем Энрике I. В этом браке родились:
- Тибо (ум. в 1273), последний представитель мужской линии Шампанского дома;
- Жанна (1271—1305), будущая королева Наварры и королева Франции.

Генрих умер в 1274 году, и Бланка д’Артуа стала регентшей Наварры (1274—1284) на время малолетства своей дочери Жанны.

## Второй брак
В 1276 году Бланка вышла замуж вторично, на этот раз за Эдмунда Ланкастерского (1245—1296), младшего сына английского короля Генриха III и Элеоноры Прованской. Эдмунд также был вдовцом, его жена Эвелина умерла в 15-летнем возрасте в том же году, что и муж Бланки.
В этом браке родились трое детей:
- Томас Ланкастерский (ок. 1278 — 22 марта 1322), один из предводителей баронской оппозиции в правление английского короля Эдуарда II;
- Генри Ланкастерский, один из руководителей низложения Эдуарда II и глава мятежа против фаворита Изабеллы Французской Роджера Мортимера;
- Джон Ланкастерский, сеньор де Бофор.